# 평화 기호

평화 기호

평화 기호(☮)는 평화와 반전의 상징으로서 전 세계적으로 사용되고 있는 기호이다. 아래로 향한 새의 발자국을 원 안에 담은 것 같은 모습을 취하고 있다.

## 유래
유래에 대해서는 여러 가지 설이 있는데, 영국의 평화주의 단체인 핵군축캠페인(CND, Campaign for Nuclear Disarmament)을 위해 영국인 예술가 제럴드 홀텀(Gerald Holtom)이 고안했다는 것이 정설이다. 그는 1958년에 Nuclear Disarmament(핵 감축)의 머리 글자 'N'과 'D'를 수기 신호('N'은 양팔을 45도 각도로 내리며, 'D'는 오른손을 위로 왼손을 아래로 한다.)를 선으로 나타내고 이를 동그라미에 담아 디자인하였다. 1960년대 후반의 미국의 히피 운동이나 베트남 전쟁 반전 운동과 함께 평화와 반전의 상징으로서 세상에 퍼지게 되었다.

수기 신호 'N'
수기 신호 'D'

## 기호 코드
| 기호 | 유니코드(16진) | 참조 문자(10진) |
| ---- | -------------- | --------------- |
| ☮    | U+262E         | &#9774;         |

## 같이 보기
- 평화 신호